# Hiérapolis
Cet article traite de la ville de Hiérapolis - Pamukkale en Turquie ; pour Hiérapolis de Syrie voir Hiérapolis Bambyce.
Hiérapolis (en grec ancien Ἱεράπολις  / Hierápolis « ville sacrée ») ou Hiérapolis de Phrygie est une station thermale créée vers la fin du IIe siècle av. J.-C. par la dynastie des Attalides. Elle est située au sommet de la colline de Pamukkale, bien connue pour ses sources chaudes et ses concrétions calcaires, à 15 km de la ville de Denizli en Turquie. La cité antique de Hiérapolis atteste le rayonnement de la présence hellénistique, puis romaine (du IIe siècle av. J.-C. au IVe siècle ap. J.-C.) en Asie Mineure. Elle est inscrite en 1988, conjointement avec Pamukkale, sur la liste du patrimoine mondial de l'Unesco.

## Histoire
Fondée au IIe siècle av. J.-C. par Eumène II, roi de Pergame, la cité antique de Hiérapolis se trouve au sommet de la butte de Pamukkale, dominant la plaine de 70 mètres. Elle se développa grâce à l'exploitation de ses sources thermales. Hiéra était le nom de la femme de Télèphe, fondateur légendaire de Pergame. La ville était dédiée à Pluton et à Apollon, qui avait un oracle dans les sous-sols du temple d'Apollon.
En -133, la cité, avec le royaume de Pergame, passa sous autorité romaine. C'est donc par les Romains que la plupart des bâtiments furent édifiés, après la destruction complète de la ville par un violent séisme, en 60. De nombreuses constructions furent réalisées ou retravaillées durant les IIe et IIIe siècles, surtout pendant le règne de Septime Sévère (193-211) : le théâtre, des thermes, un gymnase et enfin un rempart avec 28 tours carrées et deux portes. D'autres portes, construites à la fin du Ier siècle se retrouvaient ainsi à l'intérieur du rempart. À cette époque, on estime que la ville abritait quelque 100 000 habitants, dont une importante communauté juive, venue de Mésopotamie au Ier siècle av. J.-C. et de Palestine ultérieurement.

Constantin fit de la ville la capitale de la région phrygienne.

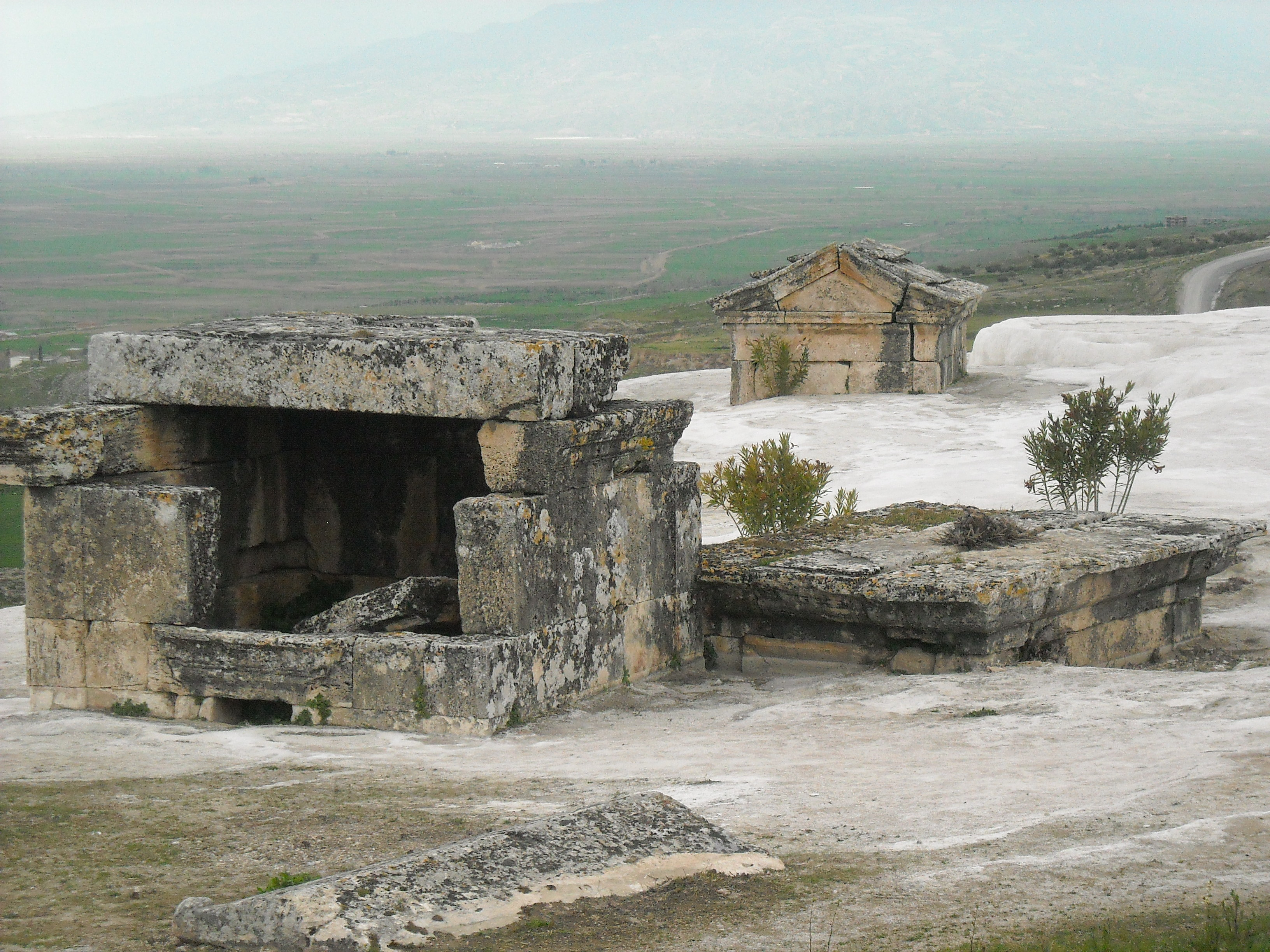
Hiérapolis - tombeaux antiques dans les concrétions de Pamukkale.

La cité se développa encore à l'époque chrétienne. Le premier évêque en fut Papias auteur de cinq livres d’Exégèses des paroles du Seigneur. Un martyrium y fut érigé à la fin du Ve siècle ou au début du VIe en l'honneur de saint Philippe qui y fut crucifié en 80, et en 2011, une équipe d’archéologues italiens dirigée par Francesco d’Andria estime avoir découvert sa tombe. En 531, l'empereur byzantin Justinien éleva l'évêque de Hiérapolis au rang de métropolitain. Plusieurs églises furent implantées, parfois dans des bâtiments préexistants. En particulier, les thermes furent transformés en basilique chrétienne.
Au début du VIIe siècle, la ville fut dévastée par les armées persanes et par un tremblement de terre.
Le déclin de Hiérapolis se produisit surtout au XIIe siècle : les Seldjoukides du sultanat de Konya en prirent le contrôle. Puis, en 1190, elle fut conquise par les Croisés conduits par Frédéric Barberousse. La cité fut complètement abandonnée à la fin du XIVe siècle, et un nouveau tremblement de terre acheva de la détruire en 1554.
Hiérapolis fut d'abord fouillée par l'archéologue allemand Carl Humann en juin et juillet 1887. À partir de 1957, des scientifiques italiens, sous la conduite de Paolo Verzone, entreprirent de nouvelles fouilles et un long et remarquable travail de restauration. Beaucoup de statues et de frises furent toutefois emportées à Londres, Rome et Berlin. Mais un musée fut créé en 1970 sur le site, dans les anciens thermes.

## Vestiges
La cité hellénistique est bâtie selon un plan en damier, de part et d'autre de l'avenue principale. Celle-ci est orientée nord-sud et mesure environ 1 500 m. À chaque extrémité se dresse une porte monumentale flanquée de tours. Une autre porte, dite « porte de Domitien » est proche de la porte nord. Il s'agit plutôt en fait d'un arc de triomphe à trois arches flanqué de deux grosses tours rondes qu'a fait construire le proconsul Frontinius.

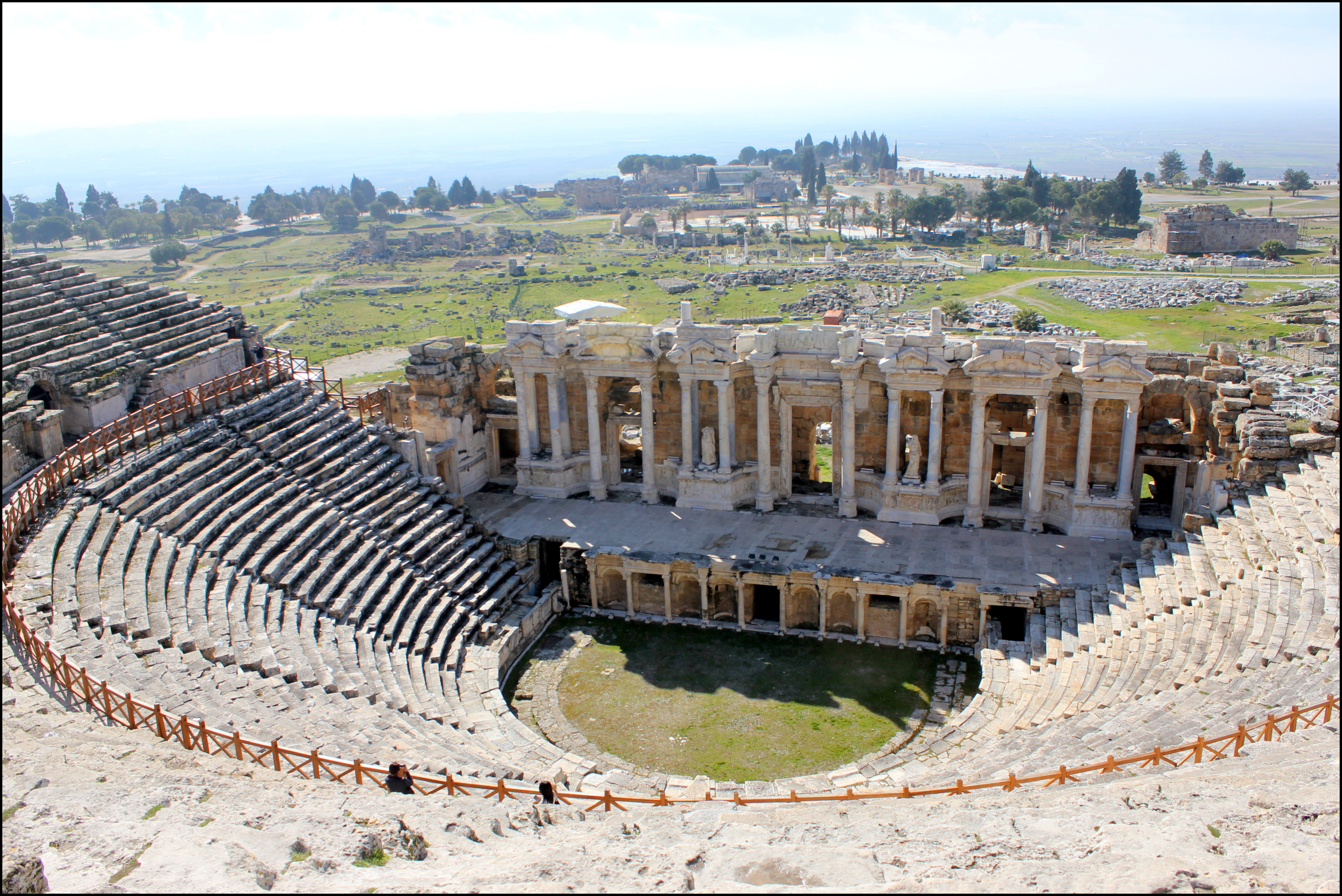
Théâtre antique (vue 1).

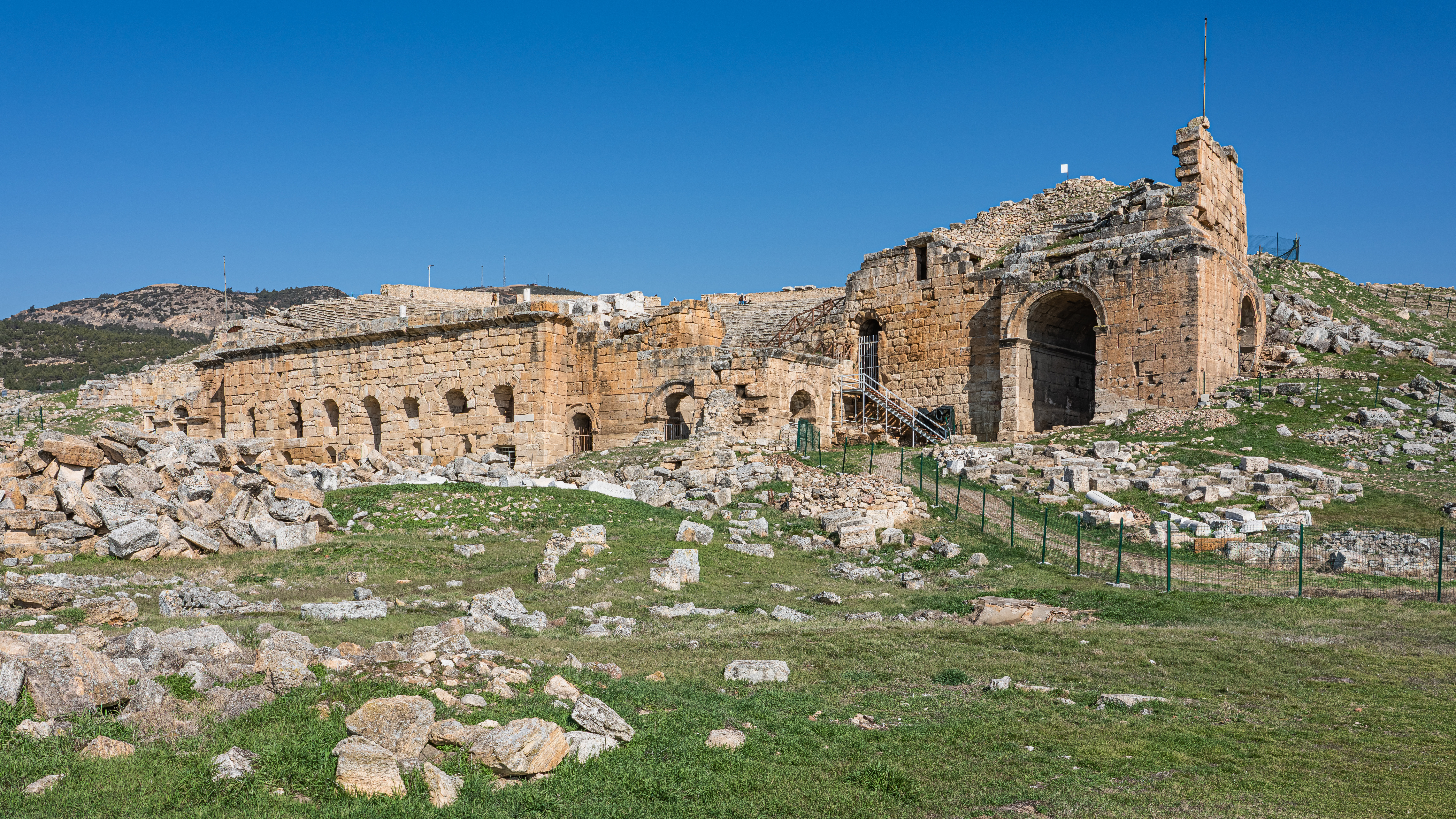
Théâtre antique (vue 2).

Le premier théâtre fut construit après le séisme de l'an 17, reconstruit après celui de 60 et maintes fois remanié, en particulier sous Hadrien et Septime Sévère. Orné de nombreux bas-reliefs et statues, visibles pour certaines dans le musée, il pouvait accueillir 15 000 personnes.
Du temple d'Apollon ne subsistent que les fondations, mais son aspect est bien connu, du fait qu'il figurait sur les pièces de monnaie locales. Il était à l'origine de style dorique, puis il fut reconstruit à la manière romaine. Comme à Delphes et à Didyme, on y délivrait des oracles.
Pour les articles homonymes, voir Plutonium (homonymie).
Construit sur une faille géologique, il communiquait avec le Plutonium, c'est-à-dire le sanctuaire de Pluton, dieu des Enfers. Ce sanctuaire jouissait d'une grande notoriété, puisque plusieurs auteurs latins, dont Strabon, nous le décrivent. Il s'agit pourtant d'une caverne de petite dimension. Mais elle dégageait des gaz suffocants qui s'évaporaient des flots d'eau chaude qui y coulaient et qui étaient censés être envoyés par Pluton. Une vaste zone, devant l'entrée, était interdite d'accès. Dans les temps anciens, des prêtres castrés y conduisaient des animaux, qui y mouraient. Selon Pline l'Ancien, eux-mêmes y pénétraient, et le fait qu'ils en sortaient vivants les faisaient passer pour des miraculés, favorisés des dieux, ce qui leur conférait un grand prestige.
Le Nymphéum se trouve dans l'aire sacrée, devant le temple d'Apollon. Il date du IIe siècle et était consacré aux Nymphes, déesses des eaux. Une fontaine monumentale distribuait l'eau dans la cité par un réseau complexe de tuyauteries. Le Nymphéum fut réparé au Ve siècle avec des éléments du temple d'Apollon, dont il coupa la vue. Les statues qui s'y trouvaient sont exposées au musée.

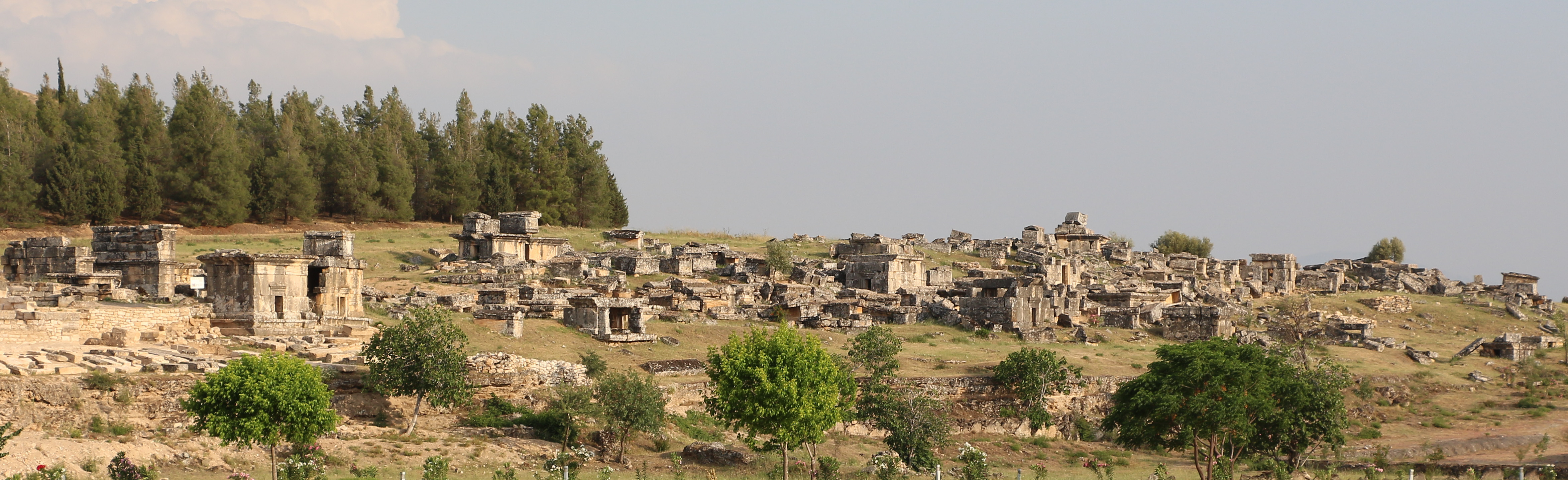
Vue de la nécropole du côté Nord d'Hiérapolis.

Tout le long du site, surtout du côté Nord, se trouve une vaste nécropole, qui compte plus de 1 200 tombes de différentes époques. De nombreuses personnes étrangères à la ville et venues pour y recevoir des traitements médicaux y furent ensevelies, dans des tombeaux de styles divers, conformes à la provenance des défunts. Les monuments funéraires sont essentiellement de quatre types :
- De simples tombes, pour le commun du peuple.
- Des sarcophages, souvent de marbre et recouverts d'un toit à double pente. Ils comportent des bas-reliefs et des épitaphes, qui livrent de nombreuses informations sur les populations de leur époque.
- Des tumulus circulaires comportant une chambre voûtée à l'intérieur.
- De grandes tombes familiales, ayant l'aspect de temples.

La scie de Hiérapolis, la plus ancienne machine connue utilisant un système de bielles et manivelles.,,

Du côté nord de la nécropole, un bas-relief du IIIe siècle sur le sarcophage d'un certain Marcus Aurelius Ammianos, représente la plus ancienne machine connue comportant un système de bielles et manivelles. Cette machinerie actionnait deux scies à pierre et tirait son énergie d'une roue hydraulique. Le bas-relief est associé à une inscription en grec,,.
Le Martyrium de saint Philippe date du Ve siècle. Selon la tradition chrétienne, il s'agit de l'apôtre Philippe, qui fut crucifié ici la tête en bas, mais cette interprétation a été discutée. Le Martyrium possédait une structure octogonale d'un diamètre de 20 mètres, surmonté d'un dôme recouvert de plomb. Il était entouré de huit pièces rectangulaires, accessibles chacune par trois arches. L'espace entre ces pièces était occupé par des chapelles aux absides triangulaires. L'ensemble était entouré d'une colonnade. Le tombeau de saint Philippe aurait été retrouvé sur le site, près du martyrium, fin juillet 2011[réf. nécessaire].
La piscine antique : à l'époque impériale romaine, une quinzaine de bains et piscines étaient à la disposition des visiteurs. Celle qui subsiste aujourd'hui, et qui est toujours exploitée, vit son portique s'écrouler lors du séisme du VIIe siècle.

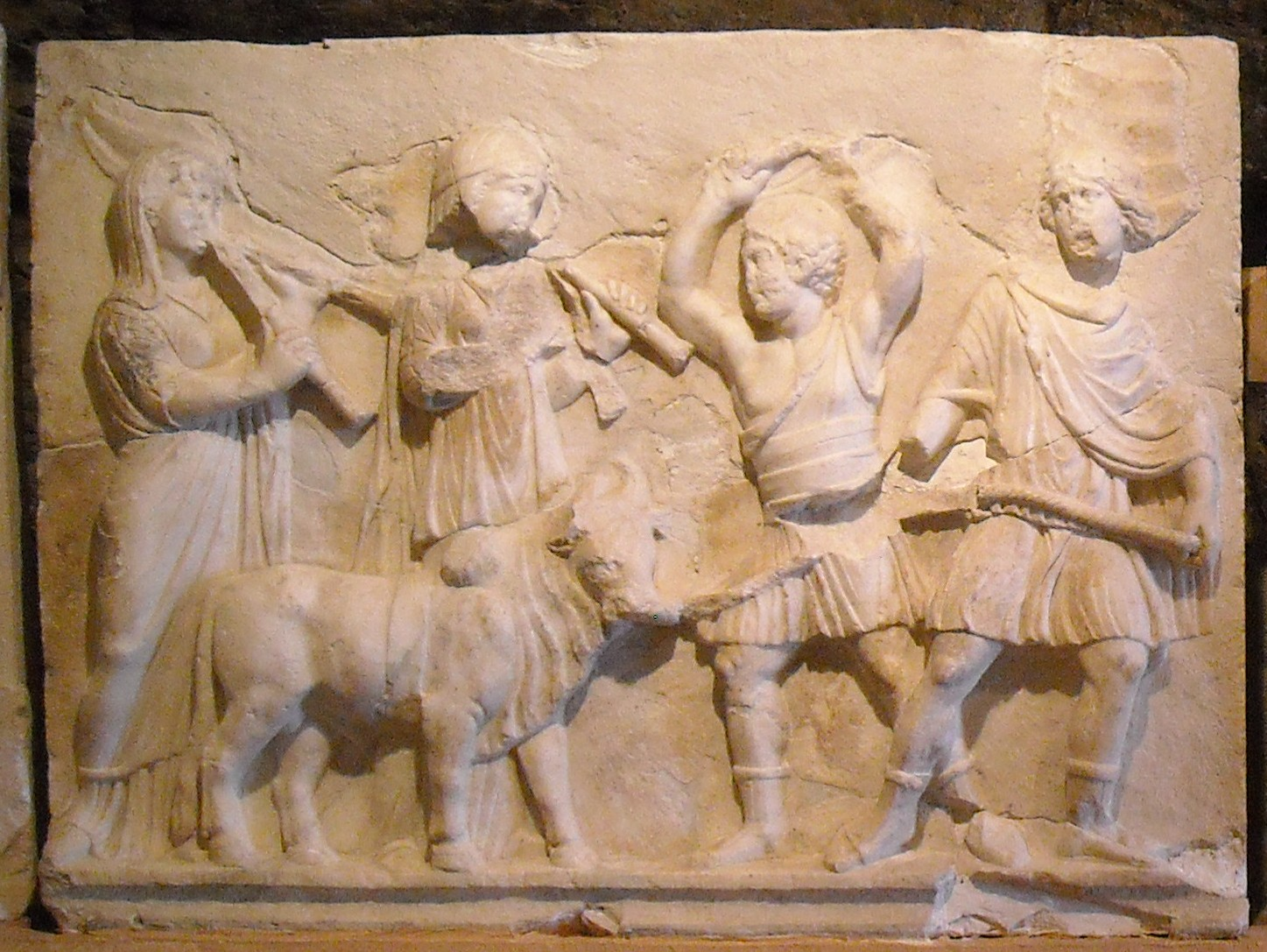
Musée de Hiérapolis - scène de sacrifice provenant du théâtre.

Les anciens thermes romains abritent aujourd'hui le musée archéologique de Hiérapolis. En plus de pièces trouvées sur place, il expose des objets provenant d'autres sites de la région : Laodicée, Colossae, Tripolis, Attuda, ainsi que des pièces de l'âge du bronze provenant du site de Beycesultan Hüyük. Des éléments architectoniques sont exposés en plein air ; à l'intérieur de l'édifice, on trouve 
- la galerie des tombes et des statues : pierres tombales, statues romaines de style hellénistique de Tyché, Dionysos, Pan, Asklépios, Isis, Déméter, avec des représentations des coutumes funéraires locales ; beaux exemples de sarcophages en terre cuite, spécifiques de la région.
- une salle consacrée aux petits objets artisanaux. Il s'agit de pièces, provenant de diverses civilisations, dont les plus anciennes remontent à 4 000 ans et les plus récentes à la période ottomane.
- la galerie des ruines du théâtre. Certains bas-reliefs exposés ici ont été remplacés par des copies sur le site. Ils mettent en scène Apollon, Artémis, Dionysos et le couronnement de Septime Sévère. Il y a aussi des représentations de Léto, de Perséphone et Hadès, d'Attale et Eumènes, ainsi que des sphinx sculptés. Des stèles affichent des inscriptions qui concernent des décisions de l'assemblée.

## Galerie

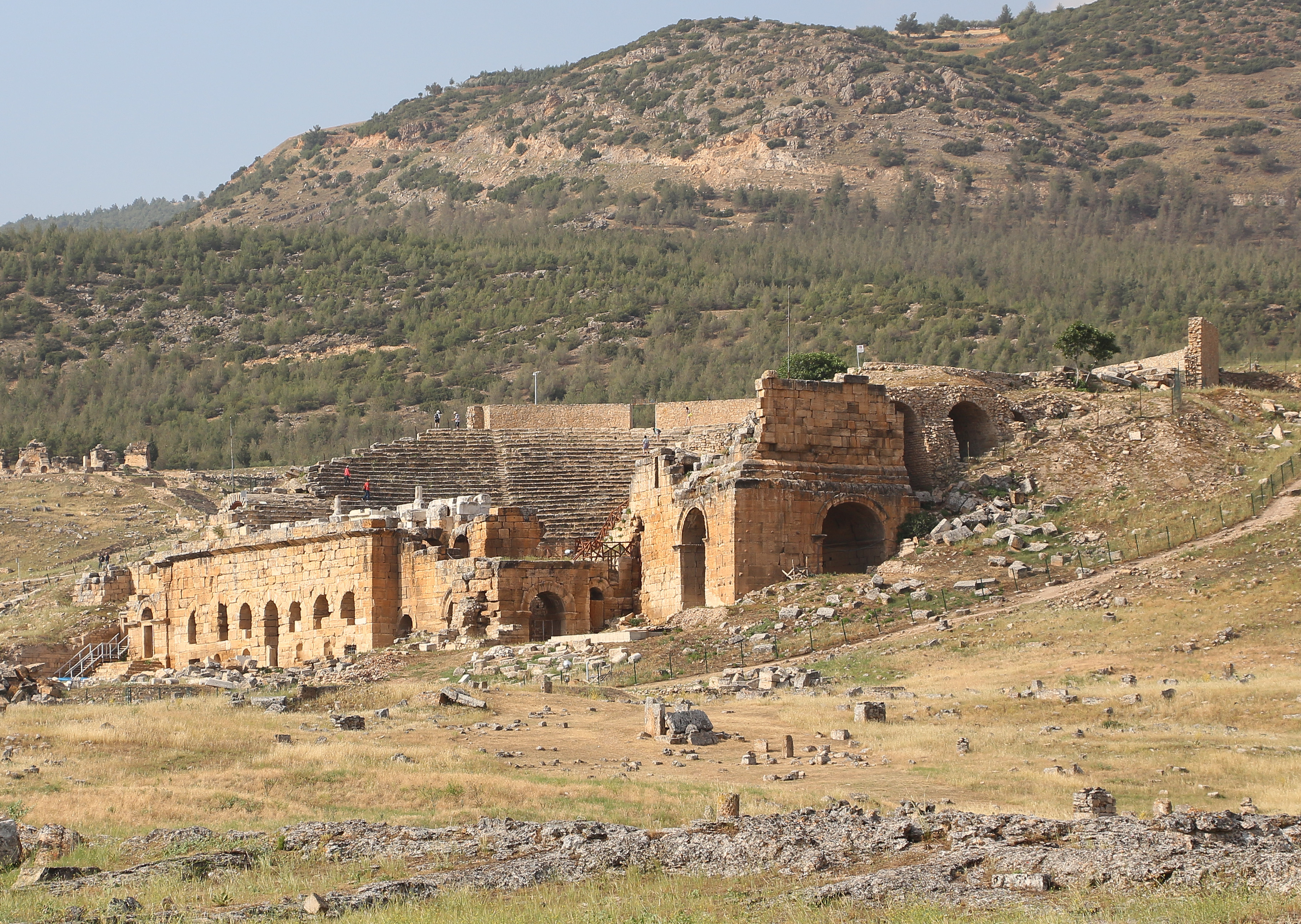
Le théâtre.
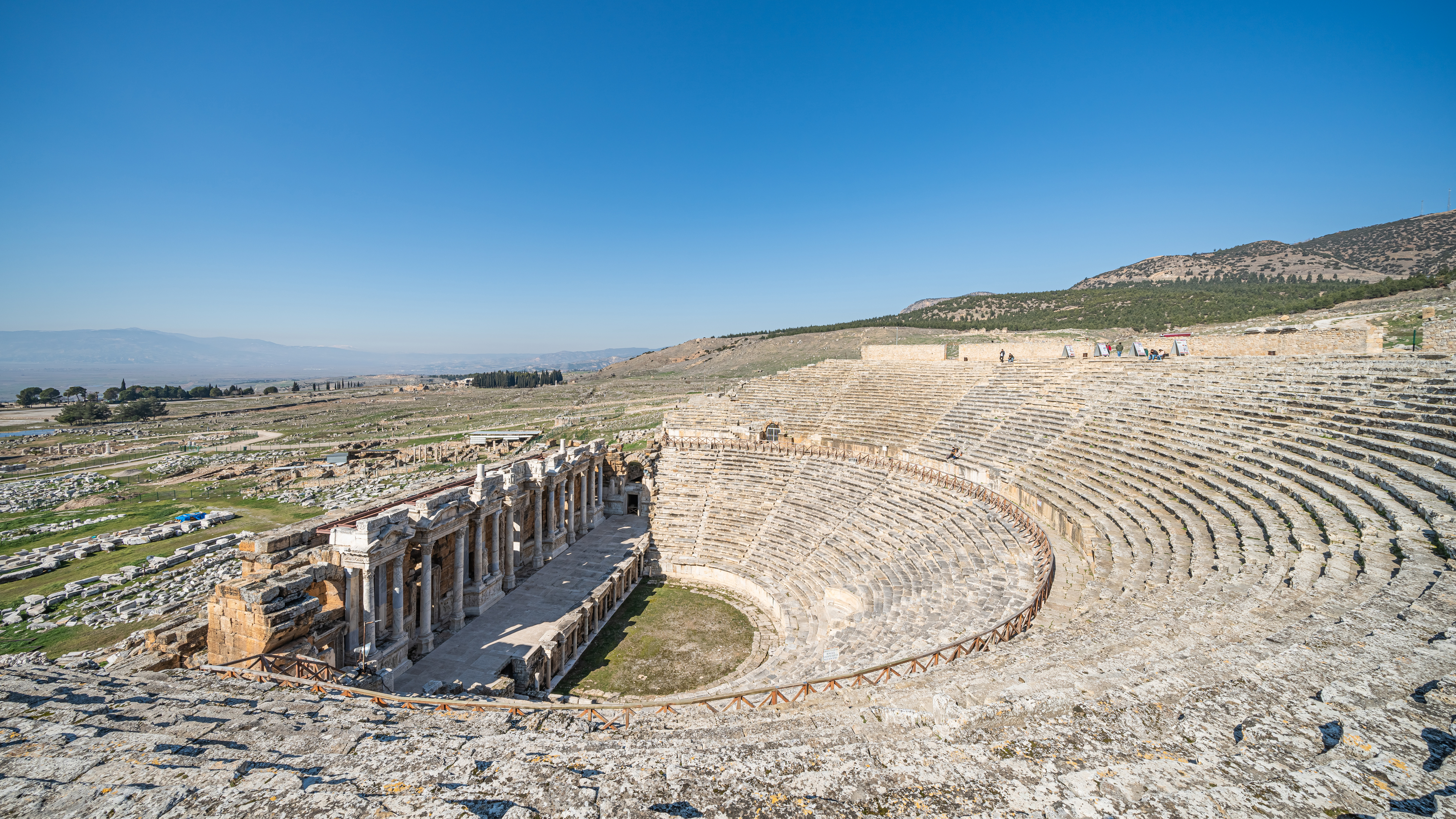
Le théâtre.
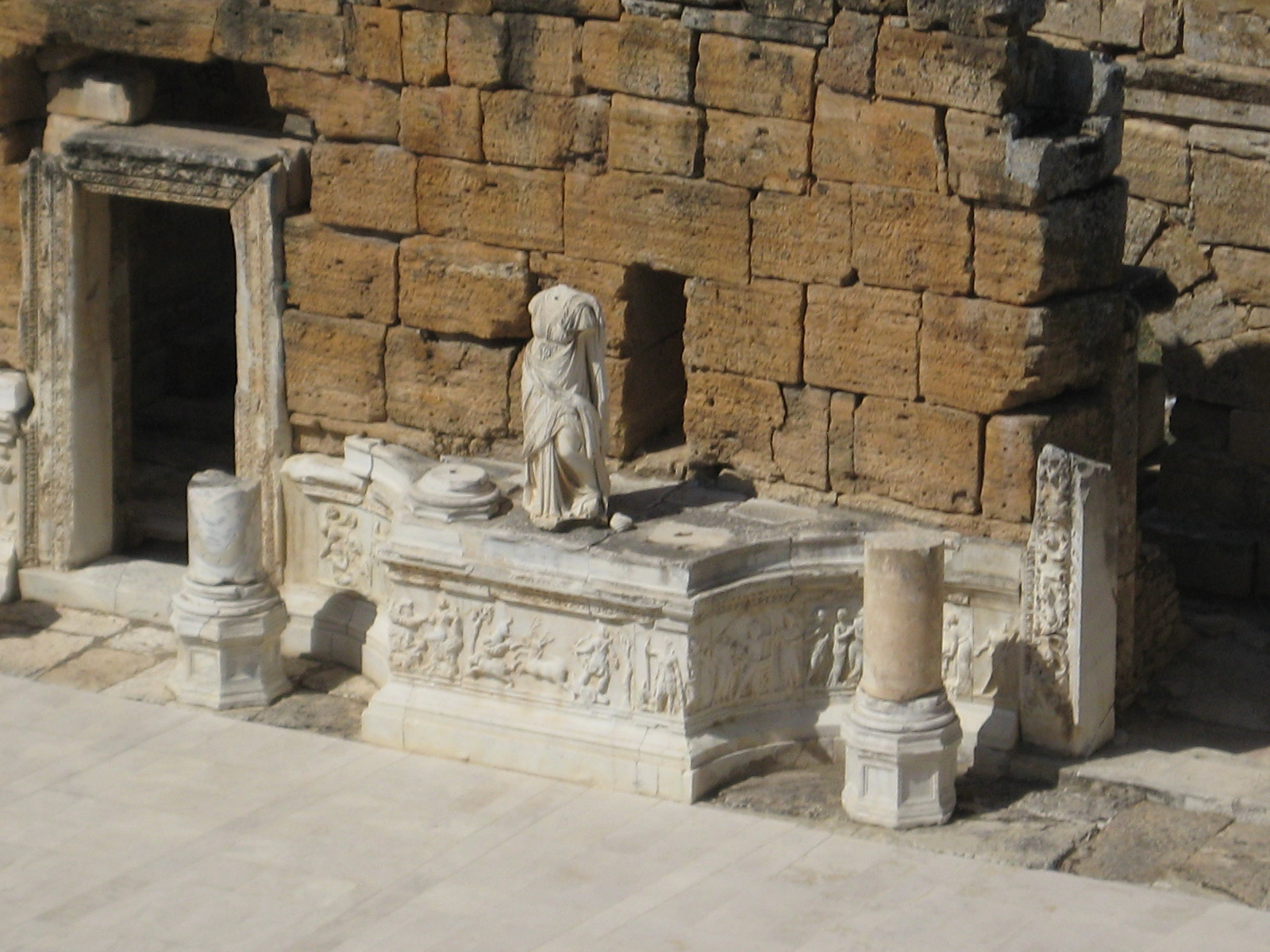
La scène.

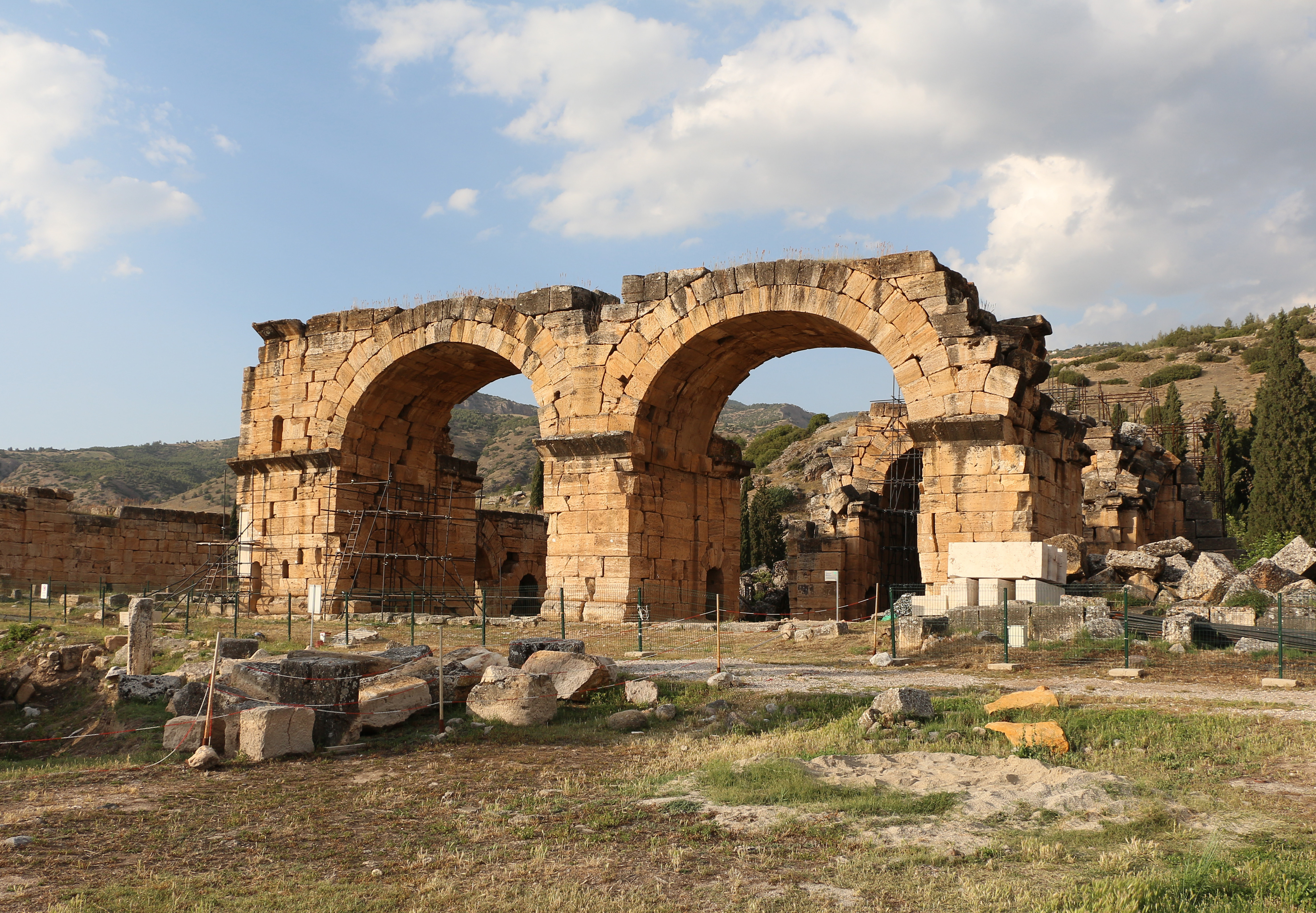
Les Thermes du Nord.
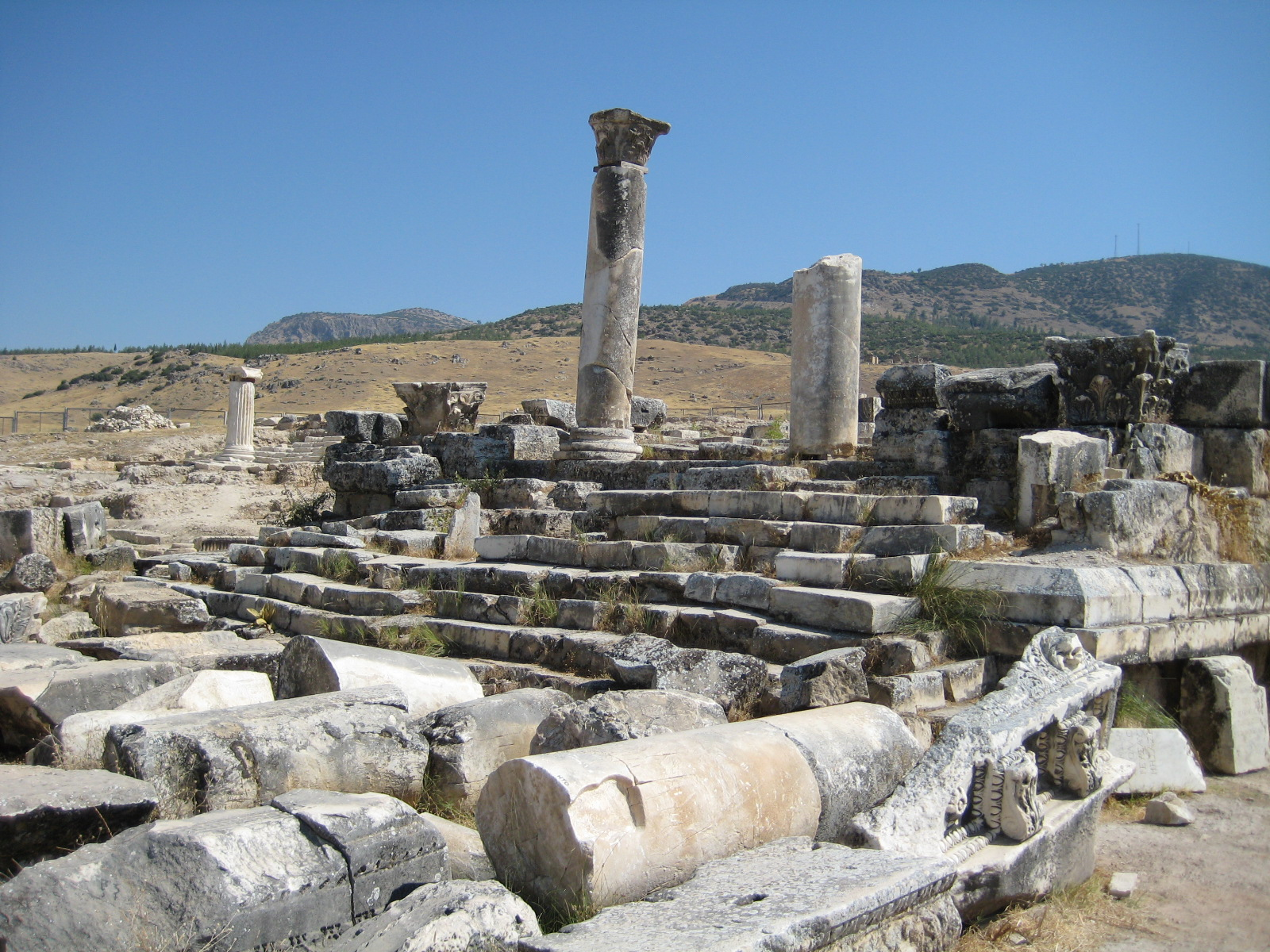
Le temple d'Apollon.
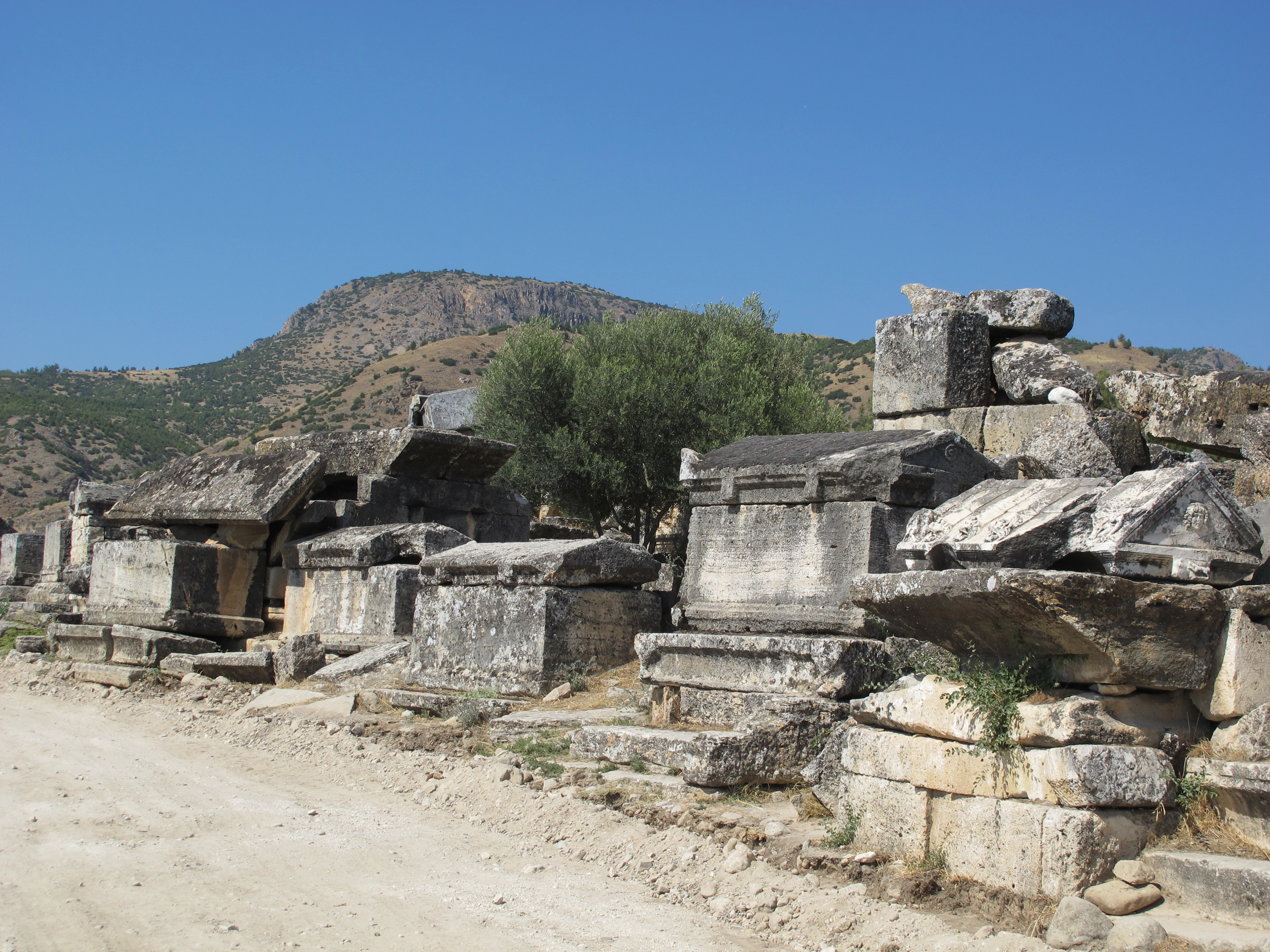
La nécropole.
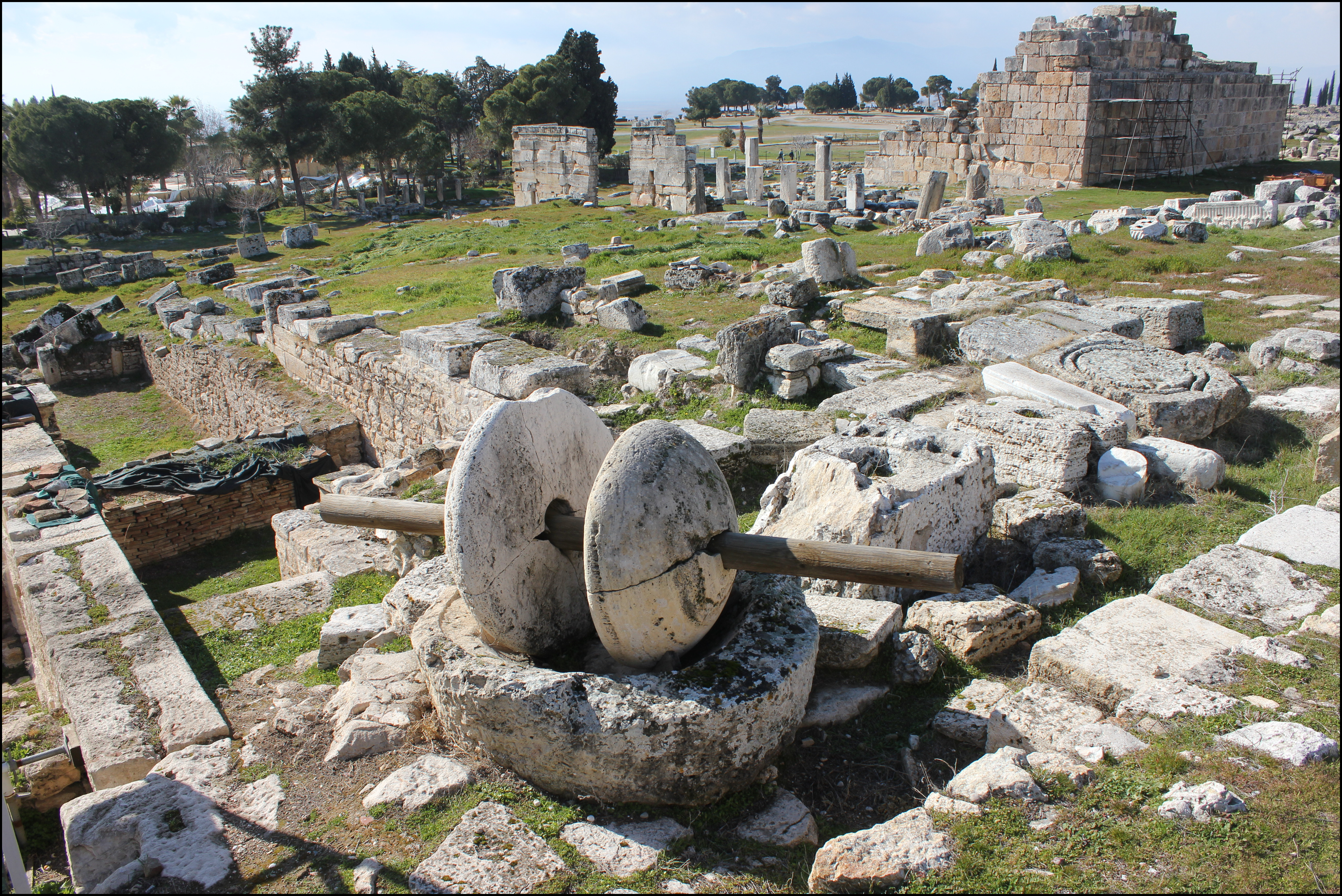
Vestiges sur le site archéalogique.